# Mizothenar maharepa
Mizothenar maharepa är en kräftdjursart som först beskrevs av Mueller1991.  Mizothenar maharepa ingår i släktet Mizothenar och familjen Stenetriidae. Inga underarter finns listade i Catalogue of Life.